# Phare de l'île de la Paz
Le phare de l'île de la Paz se situe sur l'île de la Paz (pt), dans la municipalité de São Francisco do Sul, dans l'État de  Santa Catarina, au Brésil.
Ce phare est la propriété de la Marine brésilienne  et il est géré par le Centro de Sinalização Náutica e Reparos Almirante Moraes Rego (CAMR) au sein de la Didection de l'Hydrographie et de la Navigation (DHN).

## Histoire
Dans un rapport de 1867, le ministre de la Marine mentionne les phares qui devraient être construits pour une meilleure couverture de la côte. Parmi ceux-ci, celui de l'île de la Paz, la plus grande du petit archipel de Graças.
La station de signalisation toute blanche a été inaugurée le 20 août 1906.
C'est une tour carrée, avec galerie et lanterne, de 16 m de haut, avec des maisons de gardien adossées à celle-ci. En 1982 le phare a été électrifié. En 1987 et 1990, une nouvelle lanterne puis une lentille de 4e ordre ont été réinstallées. Le phare émet, à une hauteur focale de 84 m un long éclat blanc toutes les 20 secondes. Sa portée est de 26 milles nautiques (environ 48 km).
Identifiant : ARLHS : BRA137 ; BR3700 - Amirauté : G0540 - NGA : 18760 .

## Caractéristique dufeu maritime
- Fréquence sur 20 secondes :
  - Lumière : 3.5 secondes
  - Obscurité : 16.5 secondes